# Josef Fiala
Josef Fiala (Lohovice, 2 marzo 1748 – Donaueschingen, 31 luglio 1816) è stato un compositore, oboista, violoncellista e gambista ceco.

## Biografia
In gioventù fu al servizio della contessa Natolická e a Praga studiò oboe sotto la guida di Jan Št'astný e violoncello con Franz Joseph Werner. In periodi successivi compì dei viaggi a Ratisbona e a Vienna. Dal 1774 Fiala fu oboista all corte del principe Kraft Ernst von Oettingen-Wallerstein in Svevia, dove come colleghi, fra i tanti, ebbe Ignaz von Beecke, Josef Reicha e Antonio Rosetti. Una registrazione del 26 ottobre 1776 presso la parrocchia di Wallerstein riporta il battesimo di un suo figlio illegittimo, tale Franciscus Xav. Josephus.
Nel 1777 fu nominato oboista presso la cappella di corte bavarese dell'elettore Maxmilian III Joseph. A Monaco di Baviera incontrò Mozart, con il quale strinse una longeva amicizia. Sempre nello stesso anno sposò Josepha Prohaska, figlia di suonatore di corno della Hofkapelle manacense. Dei vari figli ebbe, solo due seguirono le orme del padre, Joseph e Maximilian, diventando musicisti presso la Badische Hofkapelle di Karlsruhe.
Verso la fine del 1778 Fiala con la famiglia si recò a Salisburgo (risiedette nella casa natale di Mozart a Getreidegasse), dove divenne oboista della cappella dell'arcivescovo Hyeronymus von Colloredo. Successivamente fu nella città attivo anche come violoncellista e violista: egli suono il violoncello nella prima rappresentazione salisburghese del singspiel mozartiano Die Entführung aus dem Serail. Il 31 agosto 1785 terminò il suo rapporto di oboista al servizio dell'arcivescovo.
Successivamente fu a Vienna, dove fu direttore dell'orchestra di fiati del principe Esterházy. Nel 1786, dietro invito, si diresse a San Pietroburgo, dove, una volta giunto, entrò al servizio del principe Orlov. Nel viaggio di ritorno dalla Russia fu protagonista di diversi concerti in varie città europee, tra le quali Praga, Berlino e Breslavia, dove suonò dinanzi al re Federico Guglielmo II di Prussia. Nel 1792 divenne violoncellista virtuoso presso la cappella del principe Joseph Maria Benedikt zu Fürstenberg a Donaueschingen.

## Considerazioni sull'artista
La versalità di Fiala come compositore era una caratteristica della virtuosità musicale della nativa Boemia. L'influenza di Mozart nella sua musica è evidente soprattutto nei lavori da camera; dal canto suo Mozart apprezzò molto le composizioni di Fiala.
Fu ammirato molto dai contemporanei anche come musico, tant'è che nel 1792 Reichardt lo descrisse come il miglior suonatore di viola vivente.
I suoi lavori, quasi tutti strumentali, furono raccolti in un catalogo tematico di Reinländer, pubblicato nel 1993 a Puchheim. Quasi tutte le sue composizioni attualmente sopravvivono.

## Composizioni
- 10 sinfonie
- 17 concerti:
  - 1 per violino, oboe, viola e violoncello
  - 1 per 2 oboi
  - 1 per clarinetto e corno inglese
  - 1 per 2 corni
  - 5 per violoncello
  - 1 per flauto
  - 3 per oboe
  - 1 per corno inglese/corno
  - 2 per fagotto
  - 1 per tromba
- 30 partite per 5-10 strumenti a fiato
- 2 quintetti:
  - 1 per oboe, violino, 2 viole e violoncello
  - 1 per oboe, corno, violino, viola e violoncello
- 24 quartetti:
  - 14 per 2 violini, viola e violoncello
  - 6 per violino, 2 viole e violoncello
  - 4 per oboe, violino, viola e violoncello
- 10 trii:
  - 6 per 2 violini e violoncello
  - 1 per violino, oboe e violoncello
  - 1 per viola, violino e violoncello
  - 2 per fagotto, violino e violoncello
- 18 duetti:
  - 7 per violino e violoncello
  - 3 per violoncello e contrabbasso
  - 1 per 2 flauti
  - 2 per flauto/oboe e fagotto
  - 2 per oboe e violino
  - 2 per oboe e viola
- Rondò per fortepiano/clavicembalo e violino
- 2 sonate per clavicembalo/fortepiano
- Varie danze per clavicembalo
- Missa con symphonia
- Ave Maria

### Composizioni perdute
- Sinfonia
- Concerto per violoncello
- 3 concerti per flauto